# Friedrich Wilhelm Keim
Friedrich Wilhelm Keim (* 27. Mai 1800 in Darmstadt; † 11. Dezember 1888 ebenda) war ein Kurhessischer Generalleutnant.

## Leben
Friedrich Wilhelm Keil entstammte einer Landgräflich-hessischen Soldatenfamilie zu Pirmasens. Sein Vater Gottlieb Wilhelm Keim (1763–1834) war hessischer Hauptmann, ebenso sein Großvater Ludwig Christoph Keim (1720–1804).
Im Alter von 13 Jahren – zur damaligen Zeit nicht selten – trat Friedrich Wilhelm Keim in die Hessen-kasselsche Armee ein, kam zum Großherzoglich-Hessischen Reserve-Bataillon Starkenburg und zwei Jahre später zum Regiment Groß- und Erbprinz. Am 24. September 1815 legte er die Kadettenprüfung ab und besuchte im Anschluss das Militärlehrinstitut. 1823 wurde er Seconde-Lieutenant. Über den Premier-Lieutenant (1834) stieg er 1843 zum Hauptmann auf. Im folgenden Jahr wurde er zum 3. Infanterie-Regiment (Leib-Regiment) versetzt und dort am 18. Juli 1845 mit der Führung der Schützen-Kompanie beauftragt.
1848 führte er während der Badischen Revolution die Avantgarde des Hessisch-Badischen Truppen-Corps und
wurde im Gefecht bei Kandern schwer verwundet. Die hessischen Truppen kämpften gemeinsam mit den badischen Soldaten gegen die Truppen des Deutschen Bundes, die unter dem Befehl des Generals Friedrich von Gagern standen, der bei diesem Gefecht fiel.
Im Gefecht bei Ladenburg im Jahre 1849 wurde er erneut schwer verwundet.
1854 wurde Keim Major im 2. Infanterie-Regiment (Großherzog) und 4 Jahre darauf Oberstleutnant im 1. Infanterie-Regiment (Leib-Garde), wo er 1859 Oberst und Kommandeur wurde. 1862 ging er als Generalmajor und Kommandeur zurück zum 2. Infanterie-Regiment.
1866 wurde er als Generalleutnant Kommandant von Darmstadt.
Nach der Annexion Hessens durch Preußen im Jahre 1866 erlebte Keim noch den Übergang der hessischen Truppen in die Preußische Armee.
Am 18. Juli 1868 ging er auf eigenen Wunsch in den Ruhestand.

### Familie
Am 5. November 1835 heiratete er Charlotte Wiedemann (1801–1843), mit der er die Tochter Rosalie (1836–1900, ∞ Dr. Theodor Welcker) hatte.
Nach Charlottes Tod heiratete er am 15. April 1848 Elisabeth Frommel (1819–1885). Aus der Ehe ist die Tochter Karoline (1849–1885, ∞ Generalleutnant Paul Wernher) hervorgegangen.

### Auszeichnungen
- 1848 Orden vom Zähringer Löwen[3]
- Verdienstorden Philipps des Großmütigen